# Chico Trujillo
Chico Trujillo est un groupe chilien de cumbia et rock, originaire de Villa Alemana. Le concept de Chico Trujillo est né dans l'esprit d'Aldo Asenjo Enrique Cubillos (dit El Macha), après une tournée effectuée avec son groupe La Floripondio en Allemagne, en Hollande et en Autriche.
Chico Trujillo est le groupe qui a engendré le plus de ventes du label Oveja Negra[réf. nécessaire]. Les ventes de leurs albums de cumbia chilombiana, s'élèvent à 20 000 exemplaires au Chili. Dont une édition par le label Media Master du titre La Gran Fiesta s'est vendu à 15 000 exemplaires.

## Histoire

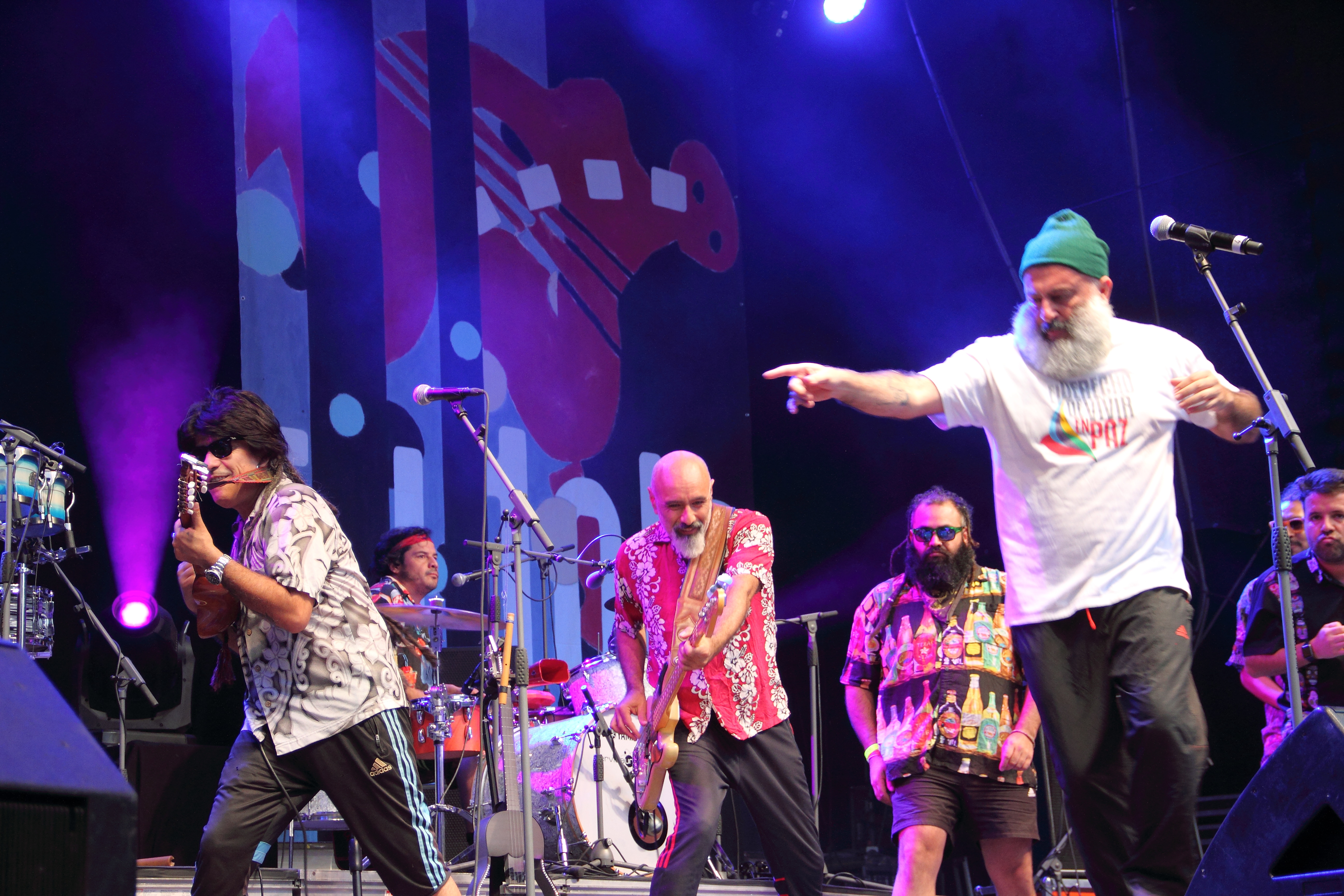
Chico Trujillo, Rudolstadt-Festival 2018.

Après une tournée avec La Floripondio, groupe de ska formé par El Macha, en Europe, certains membres de la bande ont décidé, sur un coup de tête, de travailler sur un projet axé sur le boléro et la musique latino-américaine, la cumbia traditionnelle y fleurit spontanément. À partir de là, El Macha se réunit tous les jours avec ses amis Antonio et Alberto « Flaco Varas » Orellana, pour jouer de la guitare. Ils essayent plusieurs thèmes différents à La Floripondio, et intègrent progressivement de nouveaux participants: Tuto Vargas (à la basse et à la composition) et Juan Gronemeyer (batteur et percussionniste) du groupe La Floripondio. Ces personnes ont constitué la base du groupe, qui sera ensuite renforcée par une section de cuivres avec l'arrivée de Sebastian « Zorrita » Cabezas à la trompette ; sachant que le guitariste, Michael Magliochetti, joue aussi de la trompette. Les trompettes sont rejoints par un tromboniste, Luis Tabilo, puis plus tard par le saxophone, joué par Leogildo « Felita » Ruiz, qui joue également de la flûte de Pan et de la flûte andine, notamment sur la reprise de Las Alturas où il est accompagné de Patricio Quilodran (le deuxième joueur de guitare et de charango). Aux percussions et à la batterie on retrouve, également, Rodolfo « Tio Rodi » Fuica. Aux claviers, accordéon et chant il y a les prestations de Josselo Osses (notamment sur la chanson Que linda secretaria).
Leur premier album, Chico trujillo y la señora imaginacion , qui est le produit de leurs premiers essais, est publié plus tard en Allemagne sous le nom de ¡Arriba las nalgas!. Ils organisent plusieurs concerts pour présenter leurs nouvelles chansons, parmi lesquelles figurent énormément d'airs traditionnels chiliens, des boléros classiques et cumbias. Ils ont donné différentes représentations comme au Cumbre Guachaca Chilena (qui se trouve à côté de la gare Mapocho à Santiago). Le groupe a fait plusieurs représentations au sein de festivals universitaires. Également, des concerts sont organisés pour le comité de libération Mapuche. Ils auto-produisent de nombreux concerts entre Santiago et la région de Valparaíso. Ils ont fait des représentations à des anniversaires et des soirées de Nouvel An dans la salle La Batuta de Santiago.
Pendant l'été 2002 (les mois de juin-juillet), ils font leurs premières apparitions à Berlin au Centre culturel Tacheles. Aussi, Chico Trujillo effectue de nombreux concerts au Café Zapata, dans la capitale allemande (entre 2002-2009). Ils donnent, également, leurs premiers concerts en Espagne, à La Corogne, Oleiros et Ferrol. Dans ces concerts, les chansons originales ont été mélangées avec des interprétations de cumbia traditionnelle, qui ont conduit le groupe à mélanger cumbias, boléros et ska.
En 2003, ils se produisent aux carnavals culturels de Valparaíso. La même année, ils éditent un album live sous le nom de Fiesta de reyes en Allemagne. Avec quatre extraits des concerts donnés à Berlin au mois de juillet. L'album est mixé et produit par Aldo Rodrigo Gonzalez avec le groupe allemand Die Ärzte. Après plusieurs représentations en Europe, Chico Trujillo sort en 2006 son album Cumbia chilombiana. En 2008 sort l'album Plato único bailable (en français, « Plat unique dansant »). En 2015 sort leur dernier album, Reina de todas las fiestas, où l'on retrouve plusieurs collaborations. Depuis 2003, ils continuent à tourner en Europe tous les étés et, parfois, au printemps ou en automne. Ces 11 musiciens voyagent beaucoup à travers le continent européen et retournent au Chili pour le mois de septembre. Ils y font leur concert annuel le 18 septembre (pour la fête nationale chilienne).
L'année 2019 marque les 20 ans d'existence pour le groupe. Leurs prochains concerts et tournées seront consacrés à ces 20 années de création musicale et de fête. Ainsi, pour marquer ces années passées à présenter de la Cumbia chilombian à un public varié, le groupe sort un album le 27 septembre 2019. Cet album est intitulé Mambo mundial.

## Membres

### Membres actuels
- Aldo « El Macha » Asenjo — voix, chant, percussions, guitare
- Michael « Bendito » Magliocchetti — chant, guitare, trompette
- Victor « Tuto » Vargas — basse
- Juanito Gronemeyer — percussions, batterie
- Sebastián « Zorrita » Cabezas — trompette, chant
- Rodolfo « Tio Rodi » Fuica — percussions, batterie, chant
- Luis Tabilo — trombone, chant
- Joselo Osses — clavier électrique, guitare, basse, accordéon, chant
- Leo Ruiz — saxophone, flûte de Pan, flûte andine, chant
- Patricio Quilodran — charango, cuatro, flûte andine, chant
- « Pajarito » Araya — percussions, guitare acoustique

## Discographie

### Albums studio
- 2001 : Chico Trujillo y la señora imaginación (sorti en Allemagne sous le titre ¡Arriba las Nalgasss!)
- 2003 : Fiesta de reyes (en live)
- 2006 : Cumbia chilombiana
- 2009 : Plato único bailable
- 2010 : Chico de oro
- 2010 : Vivito y coleando (CD + DVD du live)
- 2012 : Gran pecador
- 2015 : Reina de todas las fiestas
- 2019 : Mambo mundial

### EP
- 2015 : eina de todas las fiestas

### Singles
- Maria ria (2001)
- Y si no fuera (2001)
- El conductor (2006)
- Medallita (2006)
- La escoba (2006)
- Lanzaplatos! (2008)
- Loca (2008)
- Sin Excusas (2009)
- Gran Pecador (2009)
- Chico de Oro (2009)

## Galerie

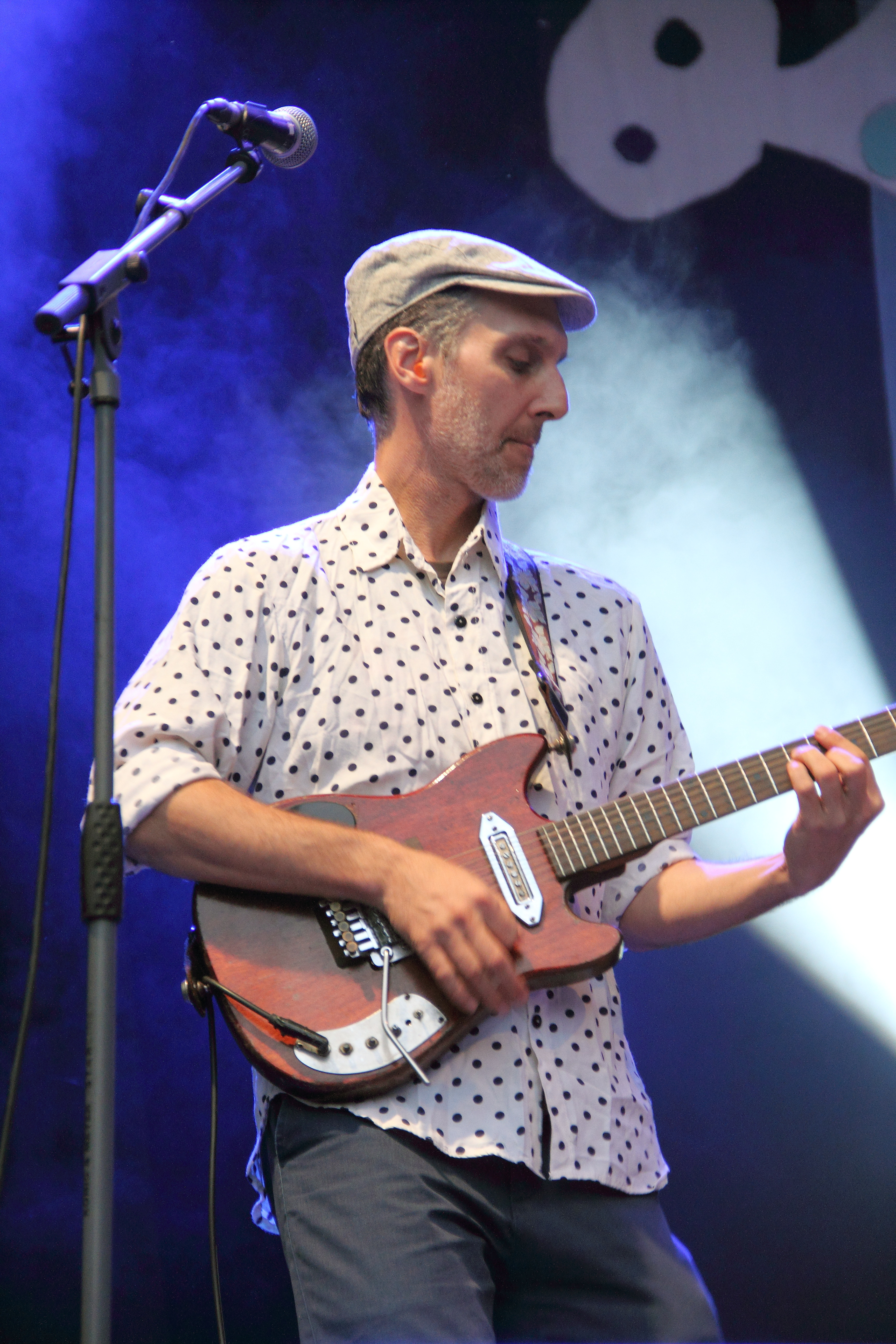
Michael Magliocchetti (guitare et trompette).
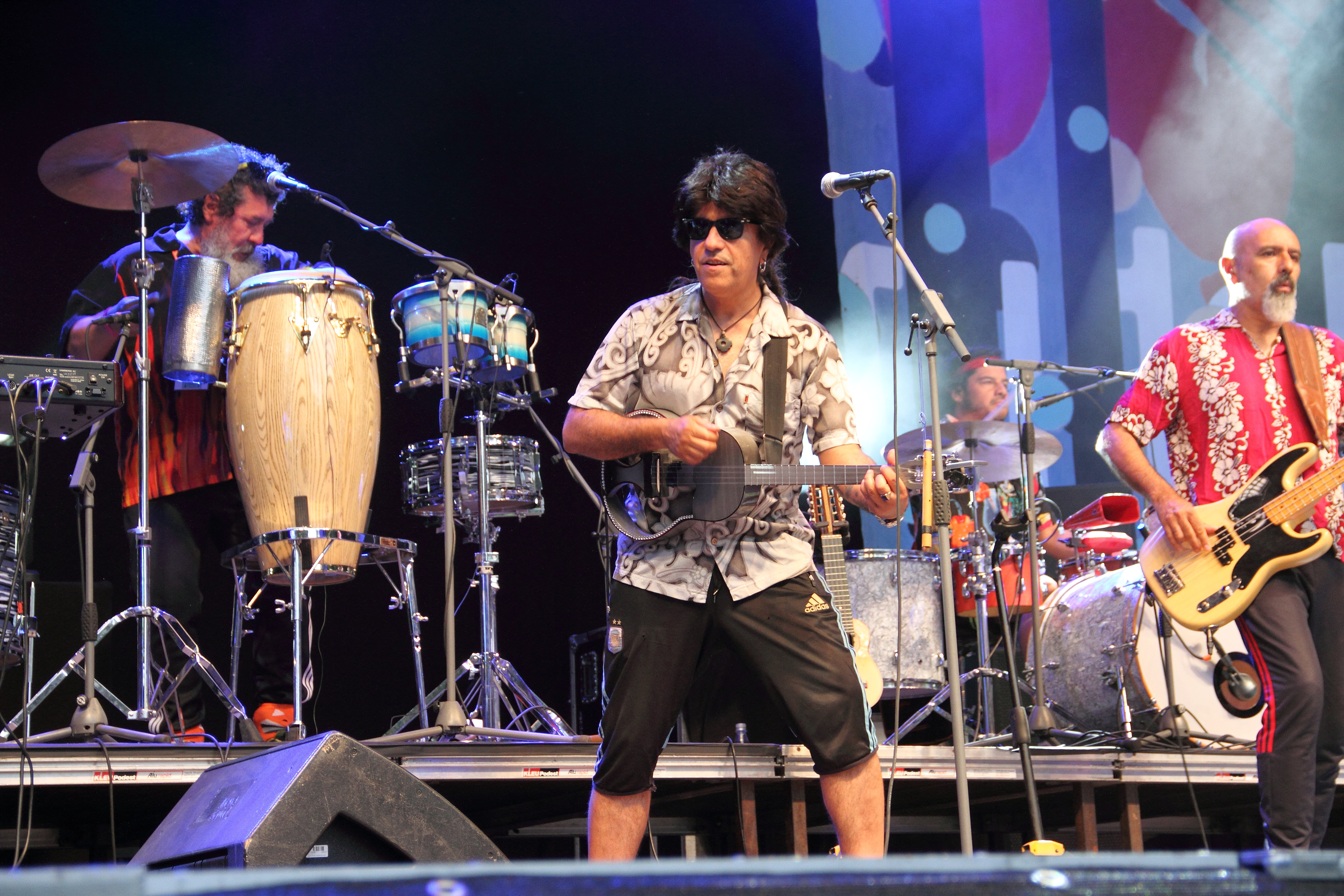
De gauche à droite : « Pajaro » (percussions), Patricio Quilodran Charango (flûte andine et chant, Tuto Vargas basse et chant)
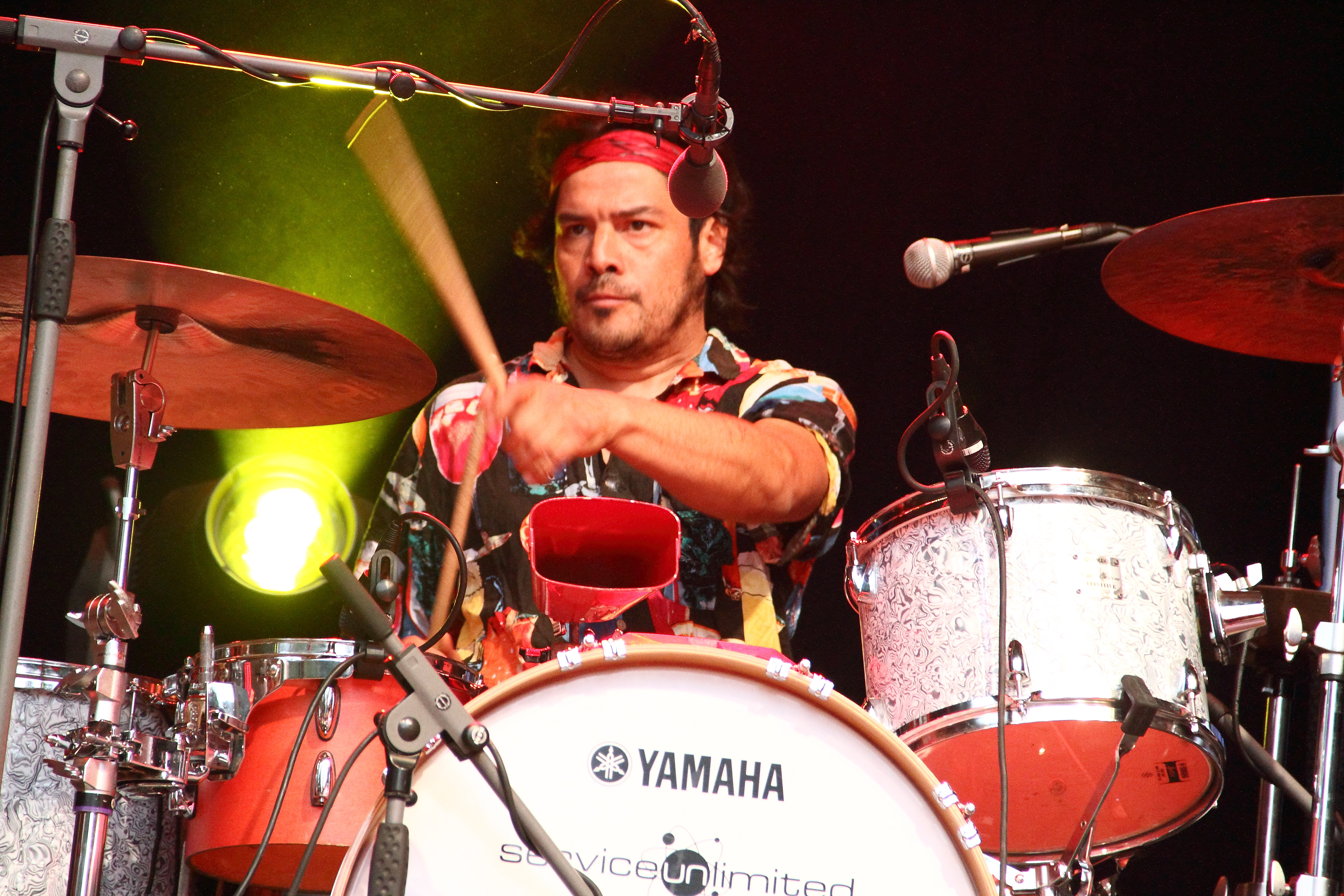
Tio Rodi (percussions, batterie et chant).
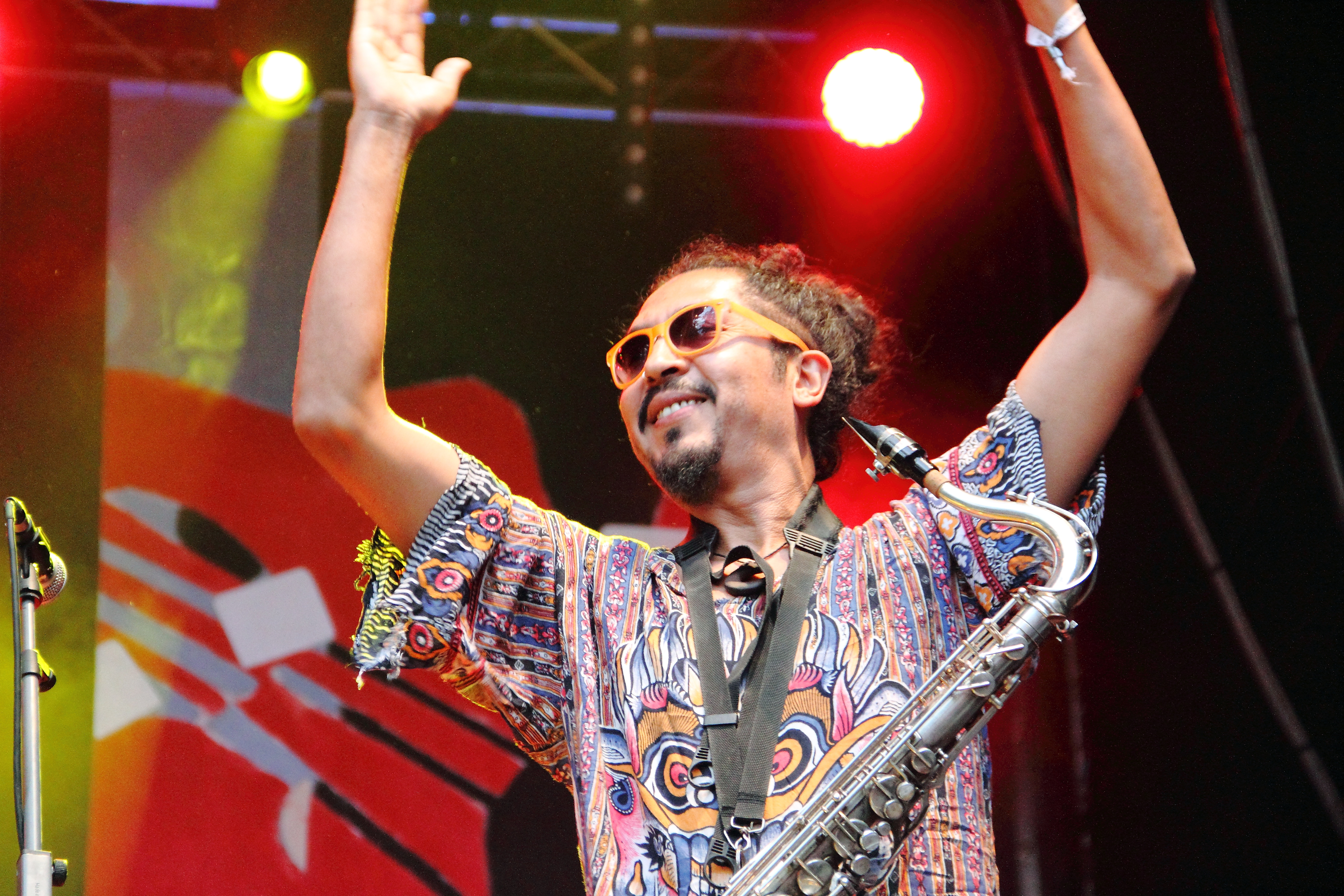
Leo Ruiz (saxophone, flûte de Pan, flûte andine).
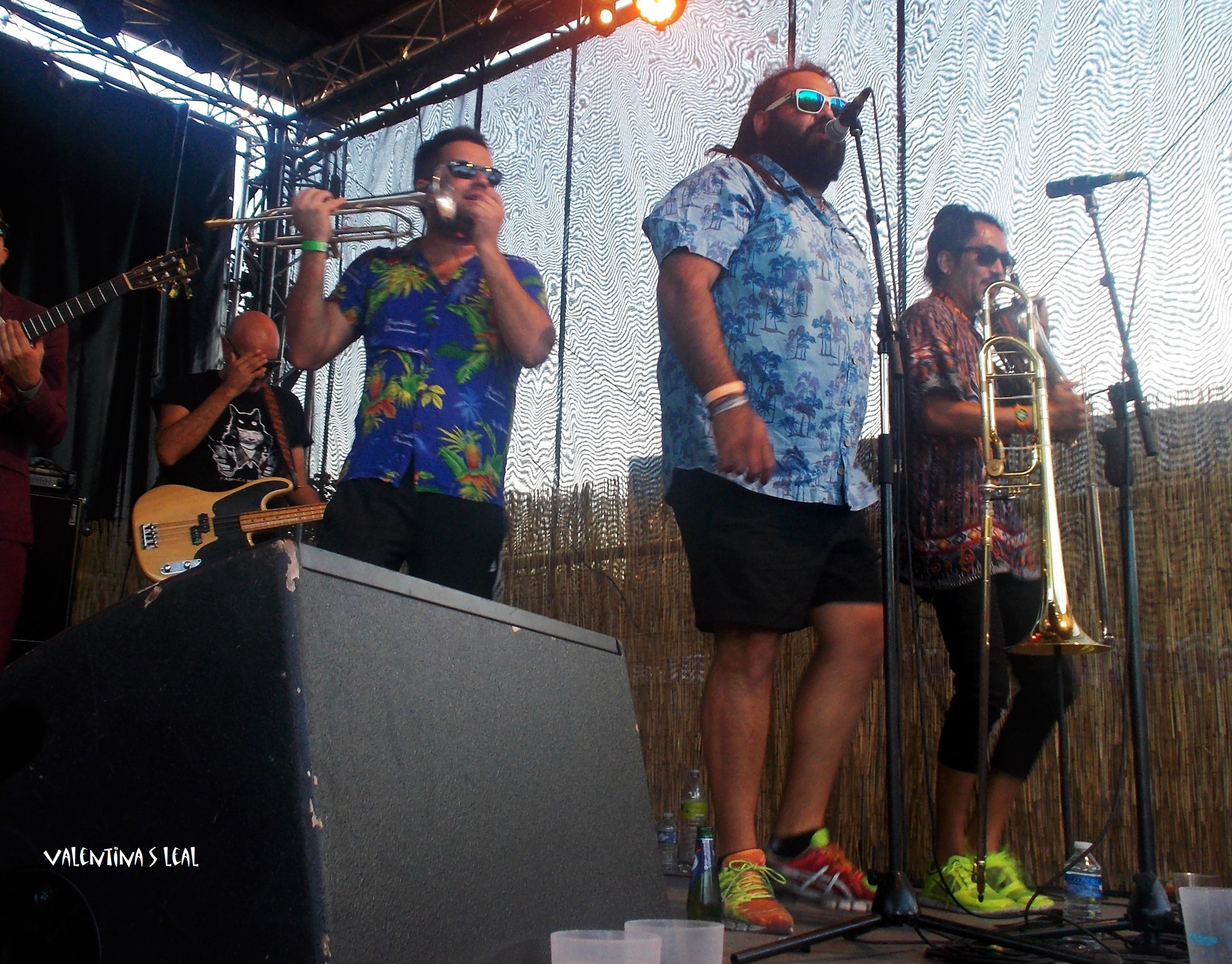
Concert à Paris, porte de la Villette, le 5 août 2015, de g. à d. au premier plan : Sebastian Cabezas (trompette et chant), Luis Tabilo (trombone et chant), Leo Ruiz (felita, flûte andine, saxophone, flûte de Pan) ; à l'arrière, le bassiste Tuto Vargas.
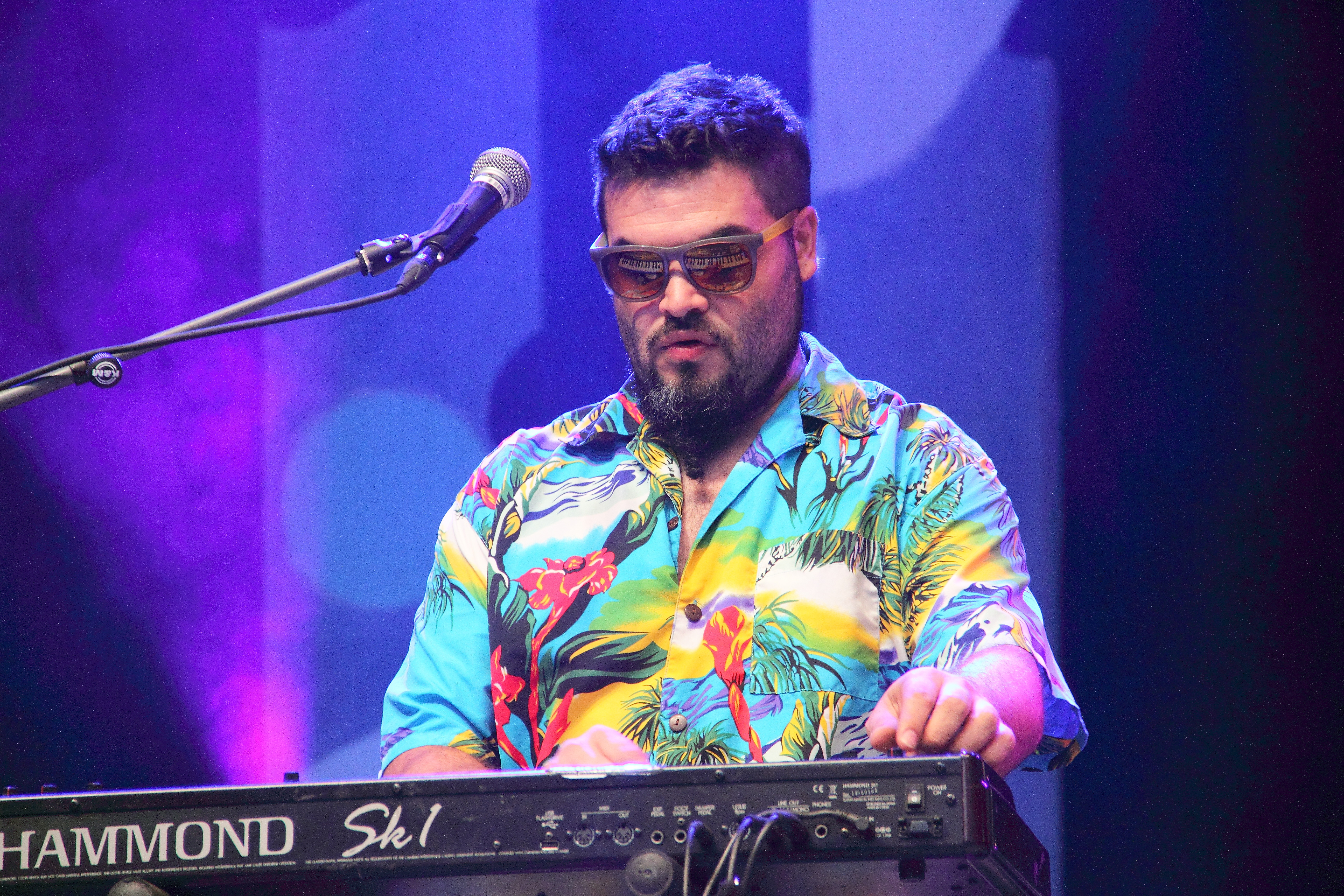
Joselo Osses (synthétiseur, guitare, basse, accordéon, 2e voix et chant).